# Хансвил (Вашингтон)
Хансвил (енгл. Hansville) насељено је место без административног статуса у америчкој савезној држави Вашингтон.

## Демографија
По попису из 2010. године број становника је 3.091.
| Група             | 2000.    | 2010.         |
| Белци             | 0 (0,0%) | 2.824 (91,4%) |
| Афроамериканци    | 0 (0,0%) | 14 (0,5%)     |
| Азијати           | 0 (0,0%) | 44 (1,4%)     |
| Хиспаноамериканци | 0 (0,0%) | 70 (2,3%)     |
| Укупно            | 0        | 3.091         |